# Andrea Pizzala
Andrea Pizzala (1798 – 5 novembre 1862) è stato un architetto italiano noto principalmente per avere realizzato nel 1832 la galleria De Cristoforis di Milano.
Milanese, o secondo altre fonti bresciano, il Pizzala operò principalmente in Lombardia. Su di lui poche se non quasi nulle le notizie rimaste: viene citato in un poemetto di 85 strofe di Domenico Biorci dal titolo La Galleria De-Cristoforis (Tipografia Manini, Milano, 1832) composto in occasione dell'inaugurazione della Galleria De Cristoforis e in una anonima presentazione pubblicata un mese dopo l'apertura della galleria, dove l'architetto viene descritto come giovine d'ingegno distinto e di rara modestia.
viaggiò a lungo in Europa studiandone i monumenti insieme all'amico Luigi de Cristoforis. Risulta membro della Commissione del Pubblico Ornato di Milano dal 1837-1838.
Delle sue opere rimarrebbero oggi solo l'Albergo Milano del 1850-1860, successivamente rimaneggiato in diverse occasioni, e il campanile della Chiesa dei SS. Cosma e Damiano di Concorezzo, edificata fra il 1810 e il 1858 dal Cagnola. Furono infatti demoliti nel corso degli anni la Galleria De Cristoforis, i Bagni di Diana abbattuti nel 1906 e il cosiddetto castello di Belgirate andato distrutto da un incendio negli anni '30.
Il Pizzala riposa al Cimitero Monumentale di Milano, nella galleria superiore di ponente.